# Zhuyi
Zhuyi (kinesiska: 朱衣)  är en köping i sydvästra Kina. Den ligger i Fengjie härad i storstadsområdet Chongqing, omkring 310 kilometer nordost om det centrala stadsdistriktet Yuzhong. Antalet invånare är 55627. Befolkningen består av 27 187 kvinnor och 28 440 män. Barn under 15 år utgör 20,0 %, vuxna 15-64 år 71 %, och äldre över 65 år 7,0 %.